# Asabiyya
 (décembre 2018).
Si vous disposez d'ouvrages ou d'articles de référence ou si vous connaissez des sites web de qualité traitant du thème abordé ici, merci de compléter l'article en donnant les références utiles à sa vérifiabilité et en les liant à la section « Notes et références ».
L'asabiyya (en arabe : عصبية, ʿaṣabīya) désigne la cohésion sociale en tant que dynamique de solidarité qui met l'accent sur l'unité entre les individus et la conscience groupale. Le terme provient de la philosophie arabe du Moyen Âge et semble avoir été théorisé par Ibn Khaldoun.

## Concept
L'asabiyya désigne en premier lieu la solidarité sociale, c'est-à-dire la force des liens harmonieux au sein d'un groupe, qui lui permet d'être à la fois conscience qu'il est groupe, et cohérent en son sein. Si le terme est originellement utilisé dans un contexte tribal, ou il peut signifier « clan », le sens du terme a progressivement glissé pour désigner le nationalisme. De manière péjorative, il est venu à designer les phénomènes de clanisme et de corruption afférentes  à propos de la Syrie baassiste, mais également au Maroc, en Algérie, au Liban et dans les pays du Golfe.
Concept familier dans l’époque préislamique, il fut popularisé par les Prolégomènes d’Ibn Khaldoun, qui le décrivent comme étant le lien fondamental de la société humaine, et la force principale de mise en mouvement de l'Histoire dans le cadre d'une philosophie de l'histoire. L’asabiyya n’est pas nécessairement nomadique ni n’est fondée sur des liens de sang. Elle est à rapprocher plutôt du républicanisme classique. À l’époque moderne, le terme peut être synonyme de solidarité. Toutefois, il a souvent une connotation négative, car il place la loyauté au-dessus des circonstances.

## Définition
Ibn Khaldoun définit l’asabiya comme le lien de cohésion dans un groupe humain formant une communauté. Ce lien existe à tous les niveaux de la civilisation, allant de la société nomade aux Etats et aux empires. Mais l’asabiya est forte surtout à l’état nomade. Son influence diminue au gré de l’avancée de la civilisation. Une asabiya plus contraignante peut remplacer une première asabiya en plein déclin. C’est ainsi que, d’après Ibn Khaldoun, les civilisations montent en puissance et dépérissent. L’histoire décrit ces cycles au fur et à mesure qu’ils se développent et disparaissent.
Ibn Khaldoun affirme que chaque dynastie (ou civilisation) possède en son sein les germes de sa propre décadence. Il montre que les tribus dominantes ont tendance à surgir dans la périphérie des grands empires. Dans ces régions, l’asabiya est plus puissante, fait dont les familles profitent pour pousser à un changement dynastique. Les nouveaux dirigeants sont ainsi considérés comme étant des barbares en comparaison avec les anciens. Une fois établis au centre de l’empire, leur pouvoir devient plus lâche, leurs réseaux de domination moins bien coordonnés, moins disciplinés et plus distraits, puisqu’ils se soucient sans cesse de se maintenir au pouvoir. Ceci implique un nouveau déclin : l’asabiya se dissout et se brise en factions et en zones d’influence individuelles. L’ampleur du pouvoir politique diminue. Il ne s’agit plus d’une unité politique. Aussi le cycle peut-il recommencer car se donnent alors les conditions propices à l’avènement d’une nouvelle dynastie.
La cohésion khaldounienne survient spontanément dans les tribus et dans d’autres associations. Elle peut être redoublée par l’idéologie religieuse. L’analyse d’Ibn Khaldoun souligne le caractère cyclique de l’asabiya. Ainsi, chaque groupe est remplacé par un autre où la cohésion est plus forte.

## Exemples
Le cycle de l’asabiya décrit par Ibn Khaldoun a été un état de fait pour toutes les civilisations avant l’époque moderne. Les invasions nomadiques finissaient par adopter la religion et la culture des civilisations qu’elles conquéraient. C’est le cas des invasions arabes, berbères, turques et mongoles, qui adoptèrent la religion et la culture musulmanes. Seule exception à cette règle générale, les premières conquêtes musulmanes imposèrent l’Islam aux peuples conquis. Au-delà des frontières du monde musulman, le cycle de l’asabiya s’est appliqué aussi aux autres sociétés prémodernes, que ce soit en Chine, en Europe (les invasions barbares ont adopté le christianisme et la culture gréco-romane) ou en Inde.